# Kruisstraat (Halderberge)
Kruisstraat is een buurtschap in de gemeente Halderberge, in de Nederlandse provincie Noord-Brabant. Het ligt ten noordwesten van het centrum van Hoeven en ten oosten van Oudenbosch. Kruisstraat ligt op het kruispunt van de verbindingsroute tussen Etten-Leur en Oudenbosch en de voormalige postbaan tussen Antwerpen en Dordrecht.
Dorpen: Bosschenhoofd · Hoeven · Oud Gastel · Oudenbosch · Stampersgat

Buurtschappen: Gastelsveer · Kruisstraat · Kuivezand · Schans · Stoof

Noord-Brabant: Steden en dorpen      Nederland: Provincies · Gemeenten